# Mahayuga

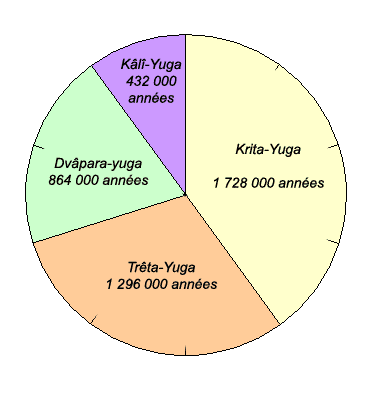
Les différentes âges d'un mahayuga.

Mahāyuga (devanāgarī: महायुग ; « Grand âge ») ou Chaturyuga correspond dans la cosmogonie hindoue à l'ensemble des quatre âges du monde qui vaut 4,32 millions d'années. 
71 Mahayuga font une période de Manu (manvantara). 1000 Mahayuga font un kalpa.
Ces quatre âges (yuga) se décomposent comme suit:
1. Krita Yuga (âge du monde ou âge d'or) compte 1,728 million d'années.
2. Tretā Yuga (deuxième âge du monde ou âge d'argent) compte 1,296 million d'années.
3. Dvapara Yuga (troisième âge ou âge de bronze) compte 0,864 million d'années.
4. Kaliyuga (quatrième âge ou âge de fer) compte 0,432 million d'années.